# (26129) 1993 DK
(26129) 1993 DK est un astéroïde aréocroiseur découvert en 1993.

## Description
(26129) 1993 DK a été découvert le 19 février 1993 à l'observatoire de Nihondaira, un observatoire astronomique qui se trouve sur une colline surplombant Shimizu-ku à Shizuoka au Japon, par Takeshi Urata.

### Caractéristiques orbitales
L'orbite de cet astéroïde est caractérisée par un demi-grand axe de 2,43 UA, un périhélie de 1,61 UA, une excentricité de 0,34 et une inclinaison de 20,97° par rapport à l'écliptique. Du fait de ces caractéristiques, à savoir un demi-grand axe inférieur à 3,2 UA et un périhélie compris entre 1,3 et 1,666 UA, il croise l'orbite de Mars et est classé, selon la JPL Small-Body Database, comme astéroïde aréocroiseur (aréo venant de Arès).

### Caractéristiques physiques
(26129) 1993 DK a une magnitude absolue (H) de 13,8 et un albédo estimé à 0,112.